# Route magistrale 10 (Arménie)
Pour les articles homonymes, voir M10 et Route 10.
La route magistrale M10 (en arménien : Մ 10 ճանապարհ) est une route magistrale en Arménie.
Elle part de Sevan, longe le lac Sevan et se termine en au village de Getap,,.

## Présentation
La M10 commence juste à la sortie de la ville de Sevan en croisant la M4.
La M10 passe à environ 1 900 mètres d'altitude sur la rive ouest du lac Sevan. 
À l'ouest se trouvent des montagnes enneigées culminant à environ 3 600 mètres d'altitude.
La M10 traverse plusieurs villages le long du lac Sevan, à caractère principalement agricole. 
À Martouni, sur la rive sud du lac Sevan, la M11 bifurque et longe le lac, tandis que la M10 se dirige vers le sud dans les montagnes. 
La route M10 s'élève progressivement jusqu'à environ 2 400 mètres d'altitude, puis descend beaucoup plus abruptement vers le sud de l'Arménie, traverse une vallée profonde et descend rapidement jusqu'à environ 1 100 mètres d'altitude à Getap ou la M10 se termine en rencontrant la M2.
La route M10 mesure 120 km de long.

## Tracé
- Sevan
- Gavar
- Martouni
- Caravansérail de Sélim
- Getap